# Tlexpa
Tlexpa är en ort i Mexiko.   Den ligger i kommunen Villa de Tezontepec och delstaten Hidalgo, i den sydöstra delen av landet, 60 km nordost om huvudstaden Mexico City. Tlexpa ligger 2 349 meter över havet och antalet invånare är 204.
Terrängen runt Tlexpa är platt åt sydväst, men åt nordost är den kuperad. Runt Tlexpa är det ganska tätbefolkat, med 58 invånare per kvadratkilometer. Närmaste större samhälle är Tizayuca, 19,6 km väster om Tlexpa. Omgivningarna runt Tlexpa är i huvudsak ett öppet busklandskap.